# Roćevići
Roćevići (en serbe cyrillique : Роћевићи) est un village de Serbie situé sur le territoire de la ville de Kraljevo, district de Raška. Au recensement de 2011, il comptait 314 habitants.

## Démographie
| 1948 | 1953 | 1961 | 1971 | 1981 | 1991 | 2002 | 2011 |
| ---- | ---- | ---- | ---- | ---- | ---- | ---- | ---- |
| 666  | 669  | 587  | 565  | 515  | 501  | 405  | 314  |

|  |